# Liste der Nummer-eins-Hits in Singapur (2002)
Diese Liste der Nummer-eins-Hits in Singapur 2002 basiert auf den offiziellen Chartlisten der RIAS. Es wurden zwei getrennte Charts für asiatische und internationale Alben erhoben.

## Alben (asiatisch)
| ← 2001 ← | Liste der Nummer-eins-Hits in Singapur | Liste der Nummer-eins-Hits in Singapur | Liste der Nummer-eins-Hits in Singapur | 2003 →                    |
| \| Zeitraum \| Wo. ges. \| Interpret \| Titel \| Zusätzliche Informationen \| \| (Zeitraum, Wochen auf Platz eins, Interpret, Titel, zusätzliche Informationen) \| \| \| \| \| \| ------------------------------------------------------------------------------ \| -------- \| -------------------- \| ------------------------------------- \| ------------------------- \| \| 12. Januar 2002 – 25. Januar 2002 2 Wochen \| 2 \| Sun Yan Zi / 孙燕姿 \| Start / 自选集[1] \| – \| \| 11. Mai 2002 – 17. Mai 2002 1 Woche \| 1 \| Na Ying / 那英 \| The Best of Na Ying / 那英全经典[2] \| – \| \| 18. Mai 2002 – 31. Mai 2002 2 Wochen \| 2 \| Sun Yan Zi / 孙燕姿 \| Leave[2][3] \| – \| \| 20. Juli 2002 – 26. Juli 2002 1 Woche \| 1 \| William So / 苏永康 \| Super Nice 新歌 + 精选[4] \| – \| \| 27. Juli 2002 – 9. August 2002 2 Wochen \| 2 \| Jay Chou / 周杰伦 \| The Eight Dimensions / 八度空间[4][5] \| – \| \| 21. September 2002 – 27. September 2002 1 Woche \| 1 \| Jay Chou / 周杰伦 \| The Eight Dimensions / 八度空间[6] \| – \| \| 28. September 2002 – 4. Oktober 2002 1 Woche \| 1 \| David Tao / 陶吉吉 \| Black Tangerine / 黑色柳丁[6] \| – \| \| 9. November 2002 – 29. November 2002 3 Wochen \| 3 \| Wang Leehom / 王力宏 \| Evolution音乐进化论95-02[7][8] \| – \| |                                        |                                        |                                        |                           |
| ← 2001 |                                        |                                        |                                        | → 2003 →                  |
| Zeitraum | Wo. ges.                               | Interpret                              | Titel                                  | Zusätzliche Informationen |
| (Zeitraum, Wochen auf Platz eins, Interpret, Titel, zusätzliche Informationen) |                                        |                                        |                                        |                           |
| 12. Januar 2002 – 25. Januar 2002 2 Wochen | 2                                      | Sun Yan Zi / 孙燕姿                    | Start / 自选集                         | –                         |
| 11. Mai 2002 – 17. Mai 2002 1 Woche | 1                                      | Na Ying / 那英                         | The Best of Na Ying / 那英全经典       | –                         |
| 18. Mai 2002 – 31. Mai 2002 2 Wochen | 2                                      | Sun Yan Zi / 孙燕姿                    | Leave                                  | –                         |
| 20. Juli 2002 – 26. Juli 2002 1 Woche | 1                                      | William So / 苏永康                    | Super Nice 新歌 + 精选                 | –                         |
| 27. Juli 2002 – 9. August 2002 2 Wochen | 2                                      | Jay Chou / 周杰伦                      | The Eight Dimensions / 八度空间        | –                         |
| 21. September 2002 – 27. September 2002 1 Woche | 1                                      | Jay Chou / 周杰伦                      | The Eight Dimensions / 八度空间        | –                         |
| 28. September 2002 – 4. Oktober 2002 1 Woche | 1                                      | David Tao / 陶吉吉                     | Black Tangerine / 黑色柳丁             | –                         |
| 9. November 2002 – 29. November 2002 3 Wochen | 3                                      | Wang Leehom / 王力宏                   | Evolution音乐进化论95-02               | –                         |

## Alben (international)
| ← 2001 ← | Liste der Nummer-eins-Hits in Singapur | Liste der Nummer-eins-Hits in Singapur | Liste der Nummer-eins-Hits in Singapur   | 2003 →                    |
| \| Zeitraum \| Wo. ges. \| Interpret \| Titel \| Zusätzliche Informationen \| \| (Zeitraum, Wochen auf Platz eins, Interpret, Titel, zusätzliche Informationen) \| \| \| \| \| \| ------------------------------------------------------------------------------ \| -------- \| --------------- \| ------------------------------------------- \| ------------------------- \| \| 12. Januar 2002 – 18. Januar 2002 1 Woche \| 1 \| Various Artists \| SoundTrack[1] \| – \| \| 19. Januar 2002 – 25. Januar 2002 1 Woche \| 1 \| Various Artists \| Modern Rock[1] \| – \| \| 11. Mai 2002 – 31. Mai 2002 3 Wochen \| 3 \| Various Artists \| Best 2002[2][3] \| – \| \| 20. Juli 2002 – 26. Juli 2002 1 Woche \| 1 \| Blue \| All Rise[4] \| – \| \| 27. Juli 2002 – 9. August 2002 2 Wochen \| 2 \| Linkin Park \| Reanimation[4][5] \| – \| \| 21. September 2002 – 27. September 2002 1 Woche \| 1 \| Various Artists \| Sentimental Hits[6] \| – \| \| 28. September 2002 – 4. Oktober 2002 1 Woche \| 1 \| Various Artists \| Voyage 2: The Essential World Collection[6] \| – \| \| 9. November 2002 – 15. November 2002 1 Woche \| 1 \| Westlife \| Unbreakable – The Greatest Hits[7] \| – \| \| 16. November 2002 – 29. November 2002 2 Wochen \| 2 \| Various Artists \| The Power of Love[7][8] \| – \| |                                        |                                        |                                          |                           |
| ← 2001 |                                        |                                        |                                          | → 2003 →                  |
| Zeitraum | Wo. ges.                               | Interpret                              | Titel                                    | Zusätzliche Informationen |
| (Zeitraum, Wochen auf Platz eins, Interpret, Titel, zusätzliche Informationen) |                                        |                                        |                                          |                           |
| 12. Januar 2002 – 18. Januar 2002 1 Woche | 1                                      | Various Artists                        | SoundTrack                               | –                         |
| 19. Januar 2002 – 25. Januar 2002 1 Woche | 1                                      | Various Artists                        | Modern Rock                              | –                         |
| 11. Mai 2002 – 31. Mai 2002 3 Wochen | 3                                      | Various Artists                        | Best 2002                                | –                         |
| 20. Juli 2002 – 26. Juli 2002 1 Woche | 1                                      | Blue                                   | All Rise                                 | –                         |
| 27. Juli 2002 – 9. August 2002 2 Wochen | 2                                      | Linkin Park                            | Reanimation                              | –                         |
| 21. September 2002 – 27. September 2002 1 Woche | 1                                      | Various Artists                        | Sentimental Hits                         | –                         |
| 28. September 2002 – 4. Oktober 2002 1 Woche | 1                                      | Various Artists                        | Voyage 2: The Essential World Collection | –                         |
| 9. November 2002 – 15. November 2002 1 Woche | 1                                      | Westlife                               | Unbreakable – The Greatest Hits          | –                         |
| 16. November 2002 – 29. November 2002 2 Wochen | 2                                      | Various Artists                        | The Power of Love                        | –                         |

## Belege
1. 1 2 3  Fehler (Memento vom 4. Februar 2002 im Internet Archive)
2. 1 2 3  Fehler (Memento vom 7. Juni 2002 im Internet Archive)
3. 1 2  Fehler (Memento vom 7. Juni 2002 im Internet Archive)
4. 1 2 3 4  Fehler (Memento vom 14. August 2002 im Internet Archive)
5. 1 2  Fehler (Memento vom 14. August 2002 im Internet Archive)
6. 1 2 3 4  Fehler (Memento vom 15. Oktober 2002 im Internet Archive)
7. 1 2 3  Fehler (Memento vom 5. Dezember 2002 im Internet Archive)
8. 1 2  Fehler (Memento vom 5. Dezember 2002 im Internet Archive)